# Anisopodus nigripes
Anisopodus nigripes es una especie de escarabajo longicornio del género Anisopodus, tribu Acanthocinini, subfamilia Lamiinae. Fue descrita científicamente por Bates en 1885.

## Descripción
Mide 5,83-6,89 milímetros de longitud.

## Distribución
Se distribuye por Panamá.